# Verena Stangl (Medizinerin)

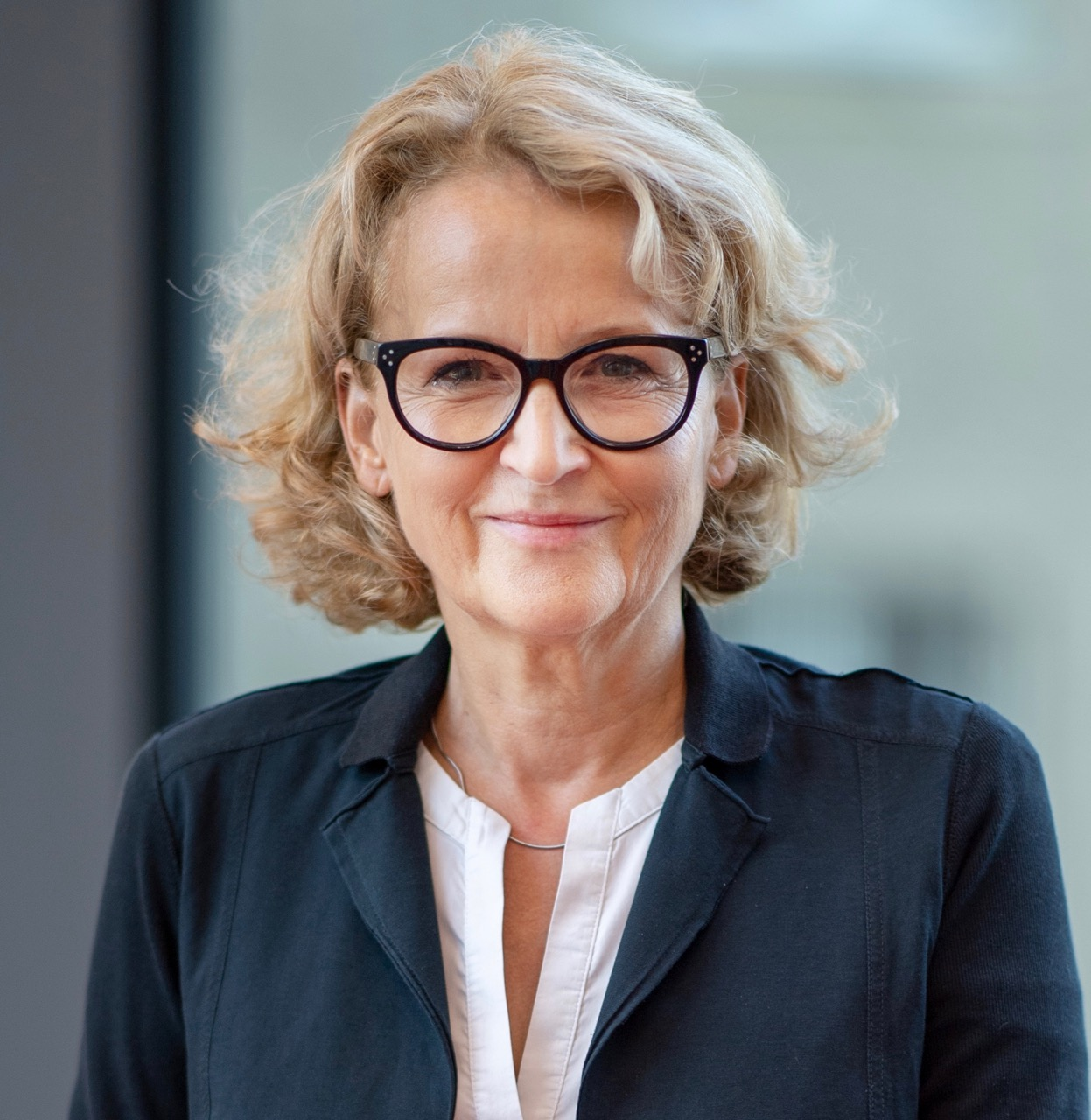
Verena Stangl (2019)

Verena Stangl (geborene Tiessen, geboren am 15. April 1960 in Essen) ist eine deutsche Internistin, Kardiologin und Professorin an der Charité in Berlin. Sie ist darüber hinaus leitende Oberärztin der Medizinischen Klinik mit Schwerpunkt Kardiologie und Angiologie.

## Leben und Wirken
Stangl absolvierte das Medizinstudium an der Université Lille 2 Droit et Santé in Frankreich. 1988 erhielt sie die Approbation und wurde im selben Jahr mit einer Arbeit zur Endokarditis der Trikuspidalklappe zum Dr. med. (Frankreich) promoviert. 1989 begann sie ihre klinische und wissenschaftliche Tätigkeit an der Universitätsklinik rechts der Isar in München. Sie wechselte 1992 an die Klinik für Kardiologie und Angiologie der Charité Berlin. 1996 erhielt sie die Anerkennung zur Fachärztin für Innere Medizin, im Jahr 2004 darüber hinaus für Kardiologie. Im Jahr 2002 habilitierte sie im Bereich der Inneren Medizin zum Thema Charakterisierung negativ inotroper Substanzen nach Myokardischämie und erhielt 2004 den Ruf auf eine Universitätsprofessur für Molekulare Atheroskleroseforschung an der Charité Berlin. 2017 wurde sie Leitende Oberärztin der Medizinischen Klinik mit Schwerpunkt Kardiologie und Angiologie, ebenfalls an der Charité.
Stangl ist Expertin für kardiovaskuläre Prävention, Herzerkrankungen bei Frauen und Spezialistin auf dem Gebiet von Schwangerschaft bei Herzerkrankungen.
Sie ist verheiratet mit Karl Stangl, der als Direktor die Medizinische Klinik mit Schwerpunkt Kardiologie und Angiologie der Charité leitet.

## Forschung
Die Forschungsarbeiten von Stangl befassen sich schwerpunktmäßig mit geschlechtsspezifischen Unterschieden im Herzkreislaufsystem mit besonderem Fokus auf Gefäßfunktion und Atherosklerose. Ihre Arbeitsgruppe konnte aufzeigen, dass Gen- und Proteinzusammensetzungen in männlichen und weiblichen Gefäßzellen unterschiedlich sind, was neben hormonellen Ursachen eine Erklärung dafür sein kann, dass sich Entstehung und Verlauf von Herzkreislauferkrankungen bei Frauen und Männern unterscheiden.
Weiterhin untersucht Stangls Team Effekte von natürlich vorkommenden Substanzen wie Teeinhaltsstoffen. Sie konnte nachweisen, dass die gefäßschützenden Effekte von Tee durch Zugabe von Milch aufgehoben werden.
Im Rahmen des Sonderforschungsbereiches 1340, Matrix in Vision, der Deutschen Forschungsgemeinschaft, charakterisiert Stangls Arbeitsgruppe spezielle Glykoproteine (Proteoglykane und Glykosaminoglykane) als Zielstrukturen für die nicht-invasive Bildgebung von instabilen atherosklerotischen Plaques.
Eine weitere Forschungsaktivität fokussiert auf Medizinische Narrative als Form der Wissenschaftskommunikation, etwa als Comic. Stangls Team entwirft Aufklärungs-Comics zu medizinischen Eingriffen und konnte dabei zeigen, dass dieses Kommunikationsformat zu besserem Patientenverständis, höherer Patientenzufriedenheit und Reduktion von Angst vor Untersuchungen führt.

## Mitgliedschaften
Stangl ist Mitglied der Deutschen Gesellschaft für Kardiologie, der European Society of Cardiology und Principal Investigator im Deutschen Zentrum für Herz-Kreislauf-Forschung. Darüber hinaus ist sie im wissenschaftlichen Beirat der deutsch-französischen Hochschule.
Seit 2017 ist sie Kuratoriumsmitglied der Friede-Springer-Stiftung.

## Publikationen

### Beiträge in Anthologien (Auswahl)
- Die Frau in der kardiovaskulären Intensivmedizin. In: Hans-Reinhard Zerkowski, Gert Baumann (Hrsg.): HerzAkutMedizin: Ein Manual für die kardiologische, herzchirurgische, anästhesiologische und internistische Praxis. 2. vollst. überarb. u. erw. Aufl. Steinkopffverlag, Darmstadt 2006, ISBN 978-3-7985-1505-5, S. 639–650.
- Frauengesundheit, Gendermedizin. In: Norbert Suttorp, Martin Möckel, Britta Siegmund, Manfred Dietel (Hrsg.): Harrisons Innere Medizin, 20. Auflage. Thieme Verlag, Stuttgart 2020, ISBN 978-3-13-243524-7, S. 6e1–6e7.

### Herausgeberschaften (Auswahl)
- zus. m. Gert Baumann (Hrsg.): Zeitschrift für Kardiologie. Band 90, Supplement 4: Herzerkrankungen und Schwangerschaft. Steinkopff Verlag, Darmstadt 2001, doi:10.1007/s003920170117.
- zus. m. Gert Baumann (Hrsg.): Kardiovaskuläre Notfälle bei Frauen. Steinkopff Verlag, Darmstadt 2004, ISBN 978-3-7985-1488-1.

### Fachzeitschriften (Auswahl)
- Verena Stangl, Stephan B. Felix, Rudolf Meyer, Thomas Berndt, Reinhard Kästner, Klaus D. Wernecke, Gert Baumann: Cardiodepressive Mediators Are Released After Ischemia From an Isolated Heart: Role of Coronary Endothelial Cells. In: Journal of the American College of Cardiology. Band 29, Nr. 6, Mai 1997, doi:10.1016/s0735-1097(97)82760-x, PMID 9137240, S. 1390–1396.
- Verena Stangl, Gert Baumann, Karl Stangl: Coronary atherogenic risk factors in women. In: European Heart Journal. Band 23, Nr. 22, 1. November 2002, doi:10.1053/euhj.2002.3329, PMID 12419293, S. 1738–1752.
- Nicoline Jochmann, Karl Stangl, Edeltraut Garbe, Gert Baumann, Verena Stangl: Female-specific aspects in the pharmacotherapy of chronic cardiovascular diseases. In: European Heart Journal. Band 26, Nr. 16, August 2005, doi:10.1093/eurheartj/ehi397, PMID 15996977, S. 1585–1595.
- Mario Lorenz, Nicoline Jochmann, Amélie von Krosigk, Peter Martus, Gert Baumann, Karl Stangl, Verena Stangl: Addition of milk prevents vascular protective effects of tea. In: European Heart Journal. Band 28, Nr. 2, 9. Januar 2007, doi:10.1093/eurheartj/ehl442, PMID 17213230, S. 219–223.
- Verena Stangl, Vanessa Witzel, Gert Baumann, Karl Stangl: Current diagnostic concepts to detect coronary artery disease in women. In: European Heart Journal. Band 29, Nr. 6, März 2008. doi:10.1093/eurheartj/ehn047, PMID 18272503, S. 707–717.
- Mario Lorenz, Janina Koschate, Katharina Kaufmann, Corinna Kreye, Michael Mertens, Wolfgang M. Kuebler, Gert Baumann, Gabriele Gossing, Alex Marki, Andreas Zakrzewicz, Christian Miéville, Andreas Benn, Daniel Horbelt, Raul R. Wratil, Karl Stangl, Verena Stangl: Does cellular sex matter? Dimorphic transcriptional differences between female and male endothelial cells. In: Atherosclerosis. Band 240, Nr. 1, 1. Mai 2015, doi:10.1016/j.atherosclerosis.2015.02.018, PMID 25756910, S. 61–72.
- EUGenMed Cardiovascular Clinical Study Group,  Vera Regitz-Zagrosek, Sabine Oertelt-Prigione, Eva Prescott, Flavia Franconi, Eva Gerdts, Anna Foryst-Ludwig, Angela H. E. M. Maas, Alexandra Kautzky-Willer, Dorit Knappe-Wegner, Ulrich Kintscher, Karl Heinz Ladwig, Karin Schenck-Gustafsson, Verena Stangl: Gender in cardiovascular diseases: impact on clinical manifestations, management, and outcomes. In: European Heart Journal. Band 37, Nr. 1, Januar 2016, Epub 3. November 2015, doi:10.1093/eurheartj/ehv598, PMID 26530104, S. 24–34.
- Anna Brand, Linde Gao, Alexandra Hamann, Claudia Crayen, Hannah Brand, Susan M. Squier, Karl Stangl, Friederike Kendel, Verena Stangl: Medical Graphic Narratives to Improve Patient Comprehension and Periprocedural Anxiety Before Coronary Angiography and Percutaneous Coronary Intervention: A Randomized Trial. In: Annals of Internal Medicine. Band 170, Nr. 8, 16. April 2019, doi:10.7326/M18-2976, PMID 30959523, S. 579–581.
- Mario Lorenz, Benjamin Blaschke, Andreas Benn, Elke Hammer, Eric Witt, Jennifer Kirwan, Raphaela Fritsche-Guenther, Yoann Gloaguen, Cornelia Bartsch, Angelika Vietzke, Frederike Kramer, Kai Kappert, Patrizia Brunner, Hoang Giang Nguyen, Henryk Dreger, Karl Stangl, Petra Knaus, Verena Stangl: Sex-specific metabolic and functional differences in human umbilical vein endothelial cells from twin pairs. In: Atherosclerosis. Band 291, 1. Dezember 2019, Epub 10. Oktober 2019, doi:10.1016/j.atherosclerosis.2019.10.007, PMID 31706078, S. 99–106.